# Selknamia minima
Selknamia minima är en spindelart som beskrevs av Ramírez 2003. Selknamia minima ingår i släktet Selknamia och familjen spökspindlar. Inga underarter finns listade i Catalogue of Life.